# Basil Hume
George Basil Hume, (ur. 2 marca 1923 w Newcastle upon Tyne, zm. 17 czerwca 1999 w Londynie) – angielski duchowny katolicki, kardynał, arcybiskup Westminster, prymas Anglii i Walii, benedyktyn, ekumenista.

## Życiorys
Urodził się w rodzinie sir Williama Erringtona, kardiochirurga i wykładowcy uniwersyteckiego, anglikanina. Formację katolicką zawdzięczał matce, z pochodzenia Francuzce. Jej też zawdzięczał doskonałą znajomość języka francuskiego. W wieku 18 lat wstąpił do zakonu benedyktynów i przyjął imię Basil. Studiował w opactwie Ampleforth, Oxfordzie oraz na uniwersytecie we Fryburgu Szwajcarskim. 23 lipca 1950 roku otrzymał święcenia kapłańskie. W latach 1953–1963 był nauczycielem w renomowanym college`u klasztoru w Ampleforth, aż do momentu, kiedy powołano go do kierowania opactwem św. Wawrzyńca w tym mieście. Jednocześnie działał w ekumenicznej Radzie Kościołów z siedzibą w Yorkshire. 9 lutego 1976 Paweł VI mianował go arcybiskupem Westminsteru oraz prymasem Anglii i Walii. Sakrę biskupią otrzymał 25 marca w katedrze westminsterskiej z rąk abpa. Bruno Heima. 24 maja 1976 wyniesiony do godności kardynalskiej z tytułem prezbitera San Silvestro in Capite. W latach 1979–1986 pełnił funkcję przewodniczącego Rady Konferencji Episkopatów Europy.